# Estación Mamuel Choique
Mamuel Choique O Manuel Choique es una estación de ferrocarril ubicada en la localidad del mismo nombre, Departamento Ñorquincó, Provincia de Río Negro, República Argentina, en el ramal de Ingeniero Jacobacci a Esquel. Actualmente no presenta servicios regulares.

## Ubicación geográfica de la estación
Se encuentra a 87 km de la localidad de Ingeniero Jacobacci.